# Ines Korth
Ines „Tacaret“ Korth (* 1982 in Köln) ist eine deutsche Comic-Künstlerin und Illustratorin. Im Jahr 2018 erschien ihr erster Printcomic Massu, Schmiedstochter bei Schwarzer Turm, nachdem sie die Geschichte ab 2013 bereits als Webcomic veröffentlicht hatte. Seit 2022 illustriert sie für Franckh-Kosmos Comicadaptionen der Jugendbuch-Reihe Die drei ??? nach den Texten von Christopher Tauber.

## Leben und Werk
Ines Korth wurde in Köln geboren und wuchs dort auf. Ihr Studium in Kommunikations-Design an der Hochschule Düsseldorf schloss sie 2010 ab. Sie entdeckte Manga für sich und veröffentlichte erste Kurzgeschichten in diesem Stil, etwa in den Comic-Anthologien Paper Theatre von Schwarzer Turm und Fantastic Neo Mangas im Verlag Sonja Eckbauer. Es folgten weitere Kurzcomics mit unterschiedlichen Stilen, unter anderem 2013 in Jazam! #8 – Tiere, 2017 im Malbuch Bunte Hunde oder in Märchen der Sterne aus dem Jahr 2019.
Ab etwa 2013 begann sie sich vom Manga-Stil zu lösen und startete im gleichen Jahr ihre Fantasy-Geschichte Massu, Schmiedstochter als Webcomic auf Deutsch und Englisch, die gedruckte Gesamtausgabe in deutscher Sprache veröffentlichte Schwarzer Turm 2018. Massus Vater wurde auf Befehl des bösen Königs Nagon entführt und sie macht sich auf, ihren Vater zu retten. Das kleine Mädchen führt zwar ein Schwert mit sich, kann mit diesem aber nicht umgehen, da es viel zu groß ist. Trotzdem stellt sich Massu tapfer den Gefahren, die auf sie lauern, trifft aber überwiegend auf freundliche Kreaturen und kann viele Probleme friedlich lösen. Korth schildert Massus Abenteuer aus der Perspektive eines allwissenden Erzählers, der sie einem Märchen ähnlich aufbereitet. Die farbigen Zeichnungen sind kindgerecht gestaltet, selbst gefährliche Monster wirken wenig bedrohlich.
Zwischen Juli und Dezember 2018 veröffentlichte sie die Kurzgeschichte The Two Sisters – A Murder Ballad als Webcomic auf der süd-koreanischen Webtoon-Plattform Tapas, die sie 2019 ebenfalls als Printausgabe im Selbstverlag publizierte. Der Comic basiert auf der schaurigen Ballade The Two Sisters aus dem 17. Jahrhundert. Seit Februar 2019 kann man ihre fortlaufende und bisher unvollendete Science-Fiction-Geschichte Endangered bei Tapas verfolgen. Bis August 2021 stellte sie 94 Episoden beziehungsweise 89 Seiten online. Die Protagonistin Nawra ist der einzige Mensch auf einem weit entfernten Planeten und betreibt dort einen Blumenladen.
Im Frühjahr 2022 erschien bei Franckh-Kosmos im Rahmen der Reihe Klassiker Graphic Novels die erste Umsetzung der Jugendbuchreihe Die drei ??? als Comic, die von Christopher Tauber geschrieben und Korth gezeichnet wurde. Die beiden adaptierten die Geschichte Die drei ??? und das Gespensterschloss, die ebenfalls das erste Abenteuer der Buchreihe darstellt. Die englische Originalfassung wurde 1964 publiziert, die deutsche Erstausgabe folgte 1968. Die drei titelgebenden Detektive gehen einem Fall in der Villa eines exzentrischen Stummfilmstars nach, in der es zu spuken scheint. Korth orientiert sich für ihre Illustrationen an US-amerikanischen Kunstrichtungen der 1960er Jahre, wie etwa Pop Art. Im Herbst des gleichen Jahres folgte die Umsetzung von Die drei ??? und die flüsternde Mumie.
Im vierten Jahr des GINCO Award war sie 2022 Mitglied der Jury.
Korth ist ebenfalls als Koloristin für verschiedene Comic-Künstler tätig, beispielsweise bei Endzeit und Huck Finn von Olivia Vieweg, Das Leben ist kein Ponyhof und Nerd Girl von Sarah Burrini oder Silberpfeil von Erwin Sels.
Korth lebt und arbeitet in Langenfeld.

## Veröffentlichungen (Auswahl)
- Massu, Schmiedstochter. Comic, Schwarzer Turm, Weimar 2018, ISBN 978-3-934167-94-0.
- Die drei ??? und das Gespensterschloss. Comic zum gleichnamigen Buch von Christopher Tauber (Text) und Ines Korth (Zeichnungen), Franckh-Kosmos, Stuttgart, März 2022, ISBN 978-3-440-17091-5.
- Die drei ??? und die flüsternde Mumie. Comic zum gleichnamigen Buch von Christopher Tauber (Text) und Ines Korth (Zeichnungen), Franckh-Kosmos, Stuttgart, September 2022, ISBN 978-3-440-17248-3.
- Die drei ??? und die rätselhaften Bilder. Comic zum gleichnamigen Buch von Christopher Tauber (Text) und Ines Korth (Zeichnungen) Franckh-Kosmos, Juni 2023, ISBN 978-3440507339.
- Das Regelwerk. Comic, Kibitz Verlag, Oktober 2024, ISBN 978-3948690373.

## Kritiken und Auszeichnung
Massu, Schmiedstochter sei eine „simple Geschichte, die dazu ermutigt, das Richtige zu tun, selbst wenn die eigene Angst groß und die Chancen auf Erfolg gering sind“, hält Jan-Niklas Bersenkowitsch auf comicgate.de fest. Korth umgehe geschickt das „Klischee einer Heldenfigur, die ihre Probleme mit Gewalt löst“. Die Botschaft sei, „dass selbst die Kleinsten es schaffen können, einen Unterschied zu machen – ohne Gewalt oder den Einsatz unglaublicher Macht“. Die Gesichter ihrer Figuren versehe Korth mit einer ausdrucksstarken Mimik. Auf Kritik stoßen die „Hände der Hauptfiguren, die oft an Stumpen erinnern, aus denen kleine Fortsätze wachsen“. Im Jahr 2019 stand Massu, Schmiedstochter als einer von fünf Titeln im „Spotlight“ des GINCO Award.
In der Stuttgarter Zeitung lobt Andrea Kachelrieß die Comicadaption Die drei ??? und das Gespensterschloss. Korth gelinge es „auf vielen der dramaturgisch geschickt über die Seiten gestreuten Erzähl-Puzzleteile der jungen Leserschaft ein tolles Gänsehaut-Vergnügen zu bereiten“. Die Villa „scheint vor einem nachtblauen Himmel fast zu vibrieren, die Geräusche darin bedrohen die Detektive als typografische Schlieren fast körperlich“. Tauber liefere filmreife Dialoge zu den Bildern.
Wenn man wolle, könne man in Korths Umsetzungen von Die drei ??? eine „Spiegelung ihres bisherige[n] Comic-Oeuvre“ erkennen, schreibt Christian Muschweck auf comicgate.de. Ihre Comics Massu, Schmiedstochter und Endangered „spielen in einer Welt im Aufruhr, in der die Figuren den Traum von einer heilen Welt träumen und versuchen, den Traum […] zu verwirklichen“. Die Welt in Die drei ??? sei dagegen „völlig intakt“. Ihre „feministisch-empowernde“ Perspektive mache die „reinen Jungsgeschichten“ zusätzlich interessant. Dementsprechend falle die Figurenzeichnung „so abwechslungsreich divers [aus], wie es das Ausgangsmaterial nur zulässt“. Man könne sich keine bessere Künstlerin für eine wortgetreue Adaption einer klassischen Jugendgeschichte wie Die drei ??? und die flüsternde Mumie wünschen.